# Traslación del cuerpo de San Marcos
La Traslación del cuerpo de San Marcos es uno de los cuadros más conocidos del pintor italiano Tintoretto. Está realizado en óleo sobre lienzo. Mide 421 cm de alto y 306 cm de ancho. Fue pintado entre 1562 y 1566, encontrándose actualmente en la Galería de la Academia de Venecia, Italia.
Este es uno de los cuadros realizados por Tintoretto en los años 1560 para la Escuela de San Marcos, sobre el patrono de Venecia, Marcos el Evangelista, que según la tradición, predicó en Alejandría (Egipto). En 828, las supuestas reliquias del santo fueron robadas en Alejandría por navegantes italianos, que las llevaron a Venecia, donde se conservan en la Basílica de San Marcos, construida expresamente para albergar sus restos. El cuadro representa el momento en que, después de hallado el cuerpo del santo, es trasladado a Venecia. Los otros dos lienzos son el Hallazgo del cuerpo de San Marcos y San Marcos salva de ahogarse a un sarraceno.
Atención: Es posible que esa descripción del cuadro corresponda a otra obra del mismo autor: Hallazgo del cuerpo de San Marcos (pinacoteca de Brera, Milán).
La traducción más adecuada del título del cuadro que muestra la foto sería El rescate del cuerpo de San Marcos y la descripción más acertada es muy probablemente la siguiente: 
Se muestra un episodio de la leyenda del martirio del evangelista Marcos en la Alejandría pagana del año 62, representando el momento en que los cristianos toman posesión de su cuerpo, después de que los paganos ya lo habían colocado en la hoguera, aprovechando que el cadáver había quedado sin custodia por una tormenta repentina.
En primer plano se puede ver un grupo de siete personas y un camello en una plaza que se extiende hasta las profundidades, rodeada de edificios. Esta plaza estaría situada en Alejandría, pero recuerda a la Plaza de San Marcos de Venecia; se trata de una arquitectura de fantasía modelada en la Plaza de San Marcos.
Las personas de la derecha en primer plano, que llevan el cuerpo sin vida de San Marcos, son los cristianos que llevan al santo para ser enterrado. A la izquierda, gente con ropa de color claro huye a las arcadas del palacio para protegerse de la tormenta. Al fondo se puede ver un gran montón de maleza o madera, la pira en la que el cuerpo debería haber sido quemado.   Por encima de los edificios blancos, un cielo oscuro y profundo es contrastado por nubes y relámpagos. 